# 古来市议会
古來市議會（簡稱“MPKU”）是一個負責管理馬來西亞柔佛州古來縣的地方政府。古來市議會歸柔佛州政府管轄。市議會的職責為負責為轄區進行規劃、文物保護、公共和環境衛生、廢物管理、交通管理、環境保護、建築控制、社會經濟發展以及維護轄區內一般的基礎設施。

## 歷史
1950年，古來地方議會成立。
於1961年，基於馬來西亞以及印尼之間的衝突，全馬來西亞的地方議會被解散。
但於1976年1月1日，古來地方議會便更名為古來縣議會，由9個地方議會，即古來、士乃、加拉巴沙威、泗隆、沙令、新港、亞逸文滿、士年納和武吉峇都所組成的。
於2004年4月21日，古來縣議會升格為古來市議會。